# Liste von Casio-Digitalkameras
Zum Produktangebot des japanischen Unternehmens Casio gehörten bis 2018 auch Digitalkameras. Dieser Artikel enthält eine Liste der verschiedenen Modelle der produzierten Baureihen. Sie reicht von der zuletzt produzierten EX-Serie (Exilim) über die Kamera-Armbanduhren bis hin zur bereits zuvor eingestellten QV-Serie.
Anfang 2014 wurde bekannt, dass sich Casio zumindest vorläufig komplett aus dem Markt für Digitalkameras in Deutschland zurückzieht. Die letzte neue Kamera war die ZR800, die im August 2013 auf den Markt kam. Im Ausland jedoch sind die Kameras nach wie vor erhältlich und es kommen weiterhin neue Modelle. Aktuelle EX ist die EX-ZR 3500 (Stand: April 2015). Im Mai 2016 kehrte Casio nach einer fast zweijährigen Pause auf den deutschen Markt für digitale Kameras zurück. Die EX-FR100 hatte ein völlig neues Konzept. Das Bedienteil und die Kamera lassen sich trennen und die Kamera lässt sich via Bluetooth mit der fast gleichzeitig erschienenen Outdoor Smartwatch WSD-F10 verbinden.
2018 wurde durch Casio bekannt gegeben, dass das Unternehmen keine weiteren Digitalkameras produzieren wird. Als Grund wurden die stetig sinkenden Absatzzahlen genannt.

## EX-Serie

Exilim-Logo

EX steht für Exilim. Mit der Exilim-Serie rollte Casio den Markt der Kompaktkameras neu auf. Besonders die Exilim-Card-Serie zeichnet sich durch extreme Kompaktheit, große Displays und ein elegantes Design aus.
Es gibt in der Exilim-Reihe verschiedene Produktlinien wie z. B.:
- EX-S (Card)
- EX-Z (Zoom)
- EX-F & EX-FH (High Speed)
- EX-G (G-Shock)
- EX-FR100

| Modell    | Erscheinungs- datum | Bildsensor                   | Objektiv (35mm equiv.), Lichtstärke                                | Akku                      | Größe (in mm) / Gewicht (in g; inkl. Akku) | Abbildung                   | Anmerkungen |
| --------- | ------------------- | ---------------------------- | ------------------------------------------------------------------ | ------------------------- | ------------------------------------------ | --------------------------- | --- |
| EX-S1     | 2002                | 1,3MP (1280×960), 1/2,7″     | 37 mm, f/2.5                                                       | NP-20                     | 88 × 55 × 11,3 / 86                        | EX-S2                       | |
| EX-M1     | 2002                | 1,3MP (1280×960), 1/2,7″     | 37 mm, f/2.5                                                       | NP-20                     |                                            |                             | wie EX-S1, aber mit Audioaufnahme und MP3-Wiedergabe |
| EX-S2     | 2002                | 2MP (1600×1200), 1/1,8″      | 36 mm, f/3.2                                                       |                           |                                            | EX-S2 · EX-S2 Rückseite     | |
| EX-M2     | 2002                | 2MP (1600×1200), 1/1,8″      | 36 mm, f/3.2                                                       |                           |                                            | EX-M2                       | wie EX-S2, aber mit Audioaufnahme und MP3-Wiedergabe |
| EX-Z3     | Januar 2003         | 3MP (2048×1536), 1/2,5″      | 35–105 mm, f/2.6-4.8 (3×)                                          | NP-20                     | 87 × 57 × 23 / 146                         |                             | [ 5 ] |
| EX-S3     | March 2003          | 3MP, 1/1,8″                  | 35 mm, f/4.2                                                       | NP-20                     | 90 × 57 × 12                               |                             | |
| EX-S20(U) | August 2003         | 2MP (1600×1200), 1/2.7″      | 37 mm, f/3.5                                                       |                           | 83 × 53 × 11                               |                             | Makro-Funktion |
| EX-M20(U) | August 2003         | 2MP (1600×1200), 1/2.7″      | 37 mm, f/3.5                                                       |                           | 83 × 53 × 11                               |                             | wie EX-S20(U), aber mit Audioaufzeichnung, MP3-Wiedergabe, Kopfhörern und Kabelfernbedienung                                                                                  |
| EX-Z4     | August 2003         | 4MP                          | (3×)                                                               |                           |                                            |                             | |
| EX-Z4(U)  | August 2003         | 4MP                          | (3×)                                                               |                           |                                            |                             | EX-Z4U (Nordamerika) ohne Videoaufnahme |
| EX-Z30    | Februar 2004        | 3MP                          | (3×)                                                               |                           |                                            |                             | |
| EX-Z40    | Februar 2004        | 4MP                          | (3×)                                                               | NP-40                     |                                            | EX-Z40                      | MJPEG, Docking Station |
| EX-P600   | Februar 2004        | 6MP                          | 33-132mm, f/2.8-4.0 (4×) Canonobjektiv                             | NP-40                     | 97,5 × 67,5 × 45,1 / 225 (o. Akku)         | EX-P600                     | TIFF, Infrarotfernbedienung, manuelle Einstellmöglichkeiten, Blitzsynchronanschluss                                                                                           |
| EX-S100   | August 2004         | 3MP, 1/3.2″                  | 36–102 mm, f/4.0-6.6 (2.8×)                                        |                           |                                            | EX-S100                     | Lumicera Keramische Linse |
| EX-Z50    | August 2004         | 5MP                          | (3×)                                                               | NP-40                     |                                            |                             | MJPEG, Docking station |
| EX-P700   | August 2004         | 7MP (3072×2304), 1/1,8″      | 33–132 mm, f/2.8-4.0 (4×) Canonobjektiv                            | NP-40                     | 98 × 68 × 45 / 261                         |                             | TIFF, Infrarotfernbedienung, manuelle Einstellmöglichkeiten, Blitzsynchronanschluss                                                                                           |
| EX-Z55    | August 2004         | 5MP                          | (3×)                                                               | NP-40                     |                                            |                             | |
| EX-P505   | Januar 2005         | 5MP (2560 × 1920) 1/2,5″     | 38–190 mm, f/3.3-3.6 (5×)                                          | NP-40                     |                                            |                             | MPEG-4, Stereo-Mikrofon, 1cm Makro, PastMovie, schwenkbarer Bildschirm, manuelle Einstellmöglichkeiten                                                                        |
| EX-Z750   | Februar 2005        | 7.2MP (3072×2304), 1/1,8″    | 38–114 mm, f/2.8-5.1 (3×)                                          | NP-40                     | 89 × 59 × 22, 165                          |                             | MPEG-4, manuelle Einstellmöglichkeiten |
| EX-Z57    | Februar 2005        | 5MP                          | (3×)                                                               | NP-40                     |                                            |                             | 2,7″ LCD |
| EX-S500   | Juni 2005           | 5MP, 1/2,5″                  | 38–114 mm, f/2.7-5.2 (3×)                                          | NP-20                     | 90 × 59 × 16,1                             | EX-S500                     | MPEG4 |
| EX-Z500   | August 2005         | 5MP                          | (3×)                                                               | NP-40                     |                                            |                             | MJPEG |
| EX-Z10    | August 2005         | 5MP                          | (3×)                                                               | AA                        |                                            |                             | MJPEG, manuelle Einstellmöglichkeiten |
| EX-Z110   | August 2005         | 6MP                          | (3×)                                                               | AA                        |                                            |                             | MJPEG, Mikrofon, manuelle Einstellmöglichkeiten |
| EX-Z120   | August 2005         | 7,2 MP                       | (3×)                                                               | AA                        |                                            |                             | MJPEG, Mikrofon, manuelle Einstellungsmöglichkeiten |
| EX-S600   | Oktober 2005        | 6MP, 1/2,5″                  | 38–114 mm, f/2.7-5.2 (3×)                                          | NP-20                     | 90 × 59 × 16,1                             | EX-S600 · EX-S600 Rückseite | MPEG4, SDHC (mit Firmware 1.02) |
| EX-Z600   | Januar 2006         | 6MP                          | (3×)                                                               | NP-40                     |                                            |                             | MJPEG, Super Bright LCD, Docking Station |
| EX-Z60    | Februar 2006        | 6MP                          | (3×)                                                               | NP-20                     |                                            |                             | MJPEG |
| EX-Z850   | Februar 2006        | 8.0MP (3264×2448), 1/1,8″    | 38–114 mm, f/2.8-5.1 (3×)                                          | NP-40                     | 89 × 58,5 × 23,7 / 185                     |                             | MPEG-4, Super Bright LCD, LED-Licht, manuelle Einstellungsmöglichkeiten |
| EX-Z5     | April 2006          | 5MP (2560×1920), 1/2,5″      | 38–114 mm, f/3.1-4.4 (3×)                                          | NP-20                     | 95,2 × 60,6 × 19.8 / 119 (o. Akku)         |                             | MJPEG |
| EX-Z1000  | April 2006          | 10MP (3648×2736), 1/1,8″     | 38–114 mm, f/2.8-5.4 (3×)                                          | NP-40                     | 92 × 58.4 × 22.4 / 185 g                   | EX-Z1000                    | Erste digitale Kompaktkamera mit 10MP-Bildsensor |
| EX-Z70    | Juni 2006           | 7MP                          | (3×)                                                               | NP-20                     | 95,2 × 60,6 × 19,8 / 118                   |                             | MJPEG, SDHC (mit Firmware1.01) |
| EX-Z700   | August 2006         | 7MP (3072×2304), 1/2,5″      | 38–114 mm, f/2.7-4.3 (3×)                                          | NP-40                     | 88,5 × 57 × 20,5 / 112 (o. Akku)           |                             | MJPEG, SDHC (mit Firmware1.01) |
| EX-S770   | August 2006         | 7MP (3072×2304), 1/2,5″      | 38–114 mm, f/2.7-5.2 (3×)                                          | NP-20                     | 95 × 60 × 17 / 127 (o. Akku)               |                             | MPEG-4 |
| EX-V7     | Januar 2007         | 7MP (3072×2304), 1/2,5″      | 38–266 mm, f/3.4-5.3 (7×)                                          | NP-50                     | 95,5 × 59,8 × 25,1 / 149 (o. Akku)         | EX-V7                       | 7× Zoom, CCD shift IS, MJPEG, H.264, SDHC |
| EX-Z75    | Januar 2007         | 7MP (3072×2304), 1/2,5″      | 38–114 mm, f/3.1-4.4 (3×)                                          | NP-20                     | 95,4 × 60,6 × 19,6 / 122 (o. Akku)         |                             | MJPEG, SDHC |
| EX-Z1050  | Januar 2007         | 10MP (3648×2736), 1/1,75″    | 38–114 mm, f/2.8-8.0 (3×)                                          | NP-40                     | 91,1 × 57,2 × 24,2 / 125 (o. Akku)         | EX-Z1050                    | 2.6″ LCD, MJPEG, 7 Bilder/s (kontinuierlich), Empfindlichkeit bis ISO800 |
| EX-Z1200  | Mai 2007            | 12MP, 1/1.7″                 | 3×                                                                 |                           |                                            |                             | 2.8″ LCD, H.264, CCD shift IS, Dockingstation |
| EX-Z77    | Juli 2007           | 7.2MP (3072 × 2304), 1/2,5″  | 38–114 mm, f/3.1-5.9 (3×)                                          | NP-20                     | 95 × 59 × 20 / 118                         |                             | 2.6″ LCD, H.264, (YouTube-optimiert), WAV, in silber, schwarz, blau, pink, weiß und rot                                                                                       |
| EX-S880   | Juli 2007           | 8MP, 1/2,5″                  | 3×                                                                 | NP-20                     | 94,5 × 60,4 × 17,3 / 128                   |                             | 2,8″ LCD, H.264, (YouTube-optimiert), in silber, schwarz, blau, pink, weiß und rot                                                                                            |
| EX-V8     | August 2007         | 8MP (3264×2448), 1/2,5″      | 38–266 mm, f/3.4-5.3, 7×                                           | NP-50                     | 95,5 × 59,8 × 25,5 / 149                   | Casio Exilim V8             | [ 23 ] |
| EX-Z1080  | August 2007         | 10MP (3648×2736), 1/1.75″    | 38–114 mm, f/2.8-5.1, 3×                                           | NP-40                     | 91,1 × 57,2 × 24,2 / 125                   |                             | [ 24 ] |
| EX-Z12    | late 2007?          | 7.2MP (3072 × 2304), 1/2,5″  | 38–114 mm, f/3.1-5.9 (3×)                                          | NP-20                     | 95 × 59 × 20 / 118                         |                             | 2.6″ LCD, H.264, (YouTube-optimiert), WAV, silber. Technische Daten und Handbuch identisch mit EX-Z77                                                                         |
| EX-S10    | Januar 2008         | 10MP (3648 × 2736), 1/2.3″   | 36–108 mm, f/6.3-18.9                                              | NP-60                     | 94 × 54 × 15                               |                             | [ 26 ] [ 27 ] |
| EX-Z80    | Januar 2008         | 8MP (3264 × 2448), 1/2,5″    | 38–114 mm, f/3.1-5.3                                               | NP-60                     | 89,7 × 51,7 × 19                           |                             | H.264, |
| EX-Z100   | Januar 2008         | 10MP (3648 × 2736), 1/2.3″   | 28–112 mm, f/2.6-5.8                                               | NP-40                     | 93 × 55 × 21,2                             | EX-Z100                     | [ 29 ] |
| EX-Z200   | Januar 2008         | 10MP (3648 × 2736), 1/2.3″   | 28–112 mm, f/2.6-5.8                                               | NP-40                     | 93 × 55 × 22,7                             |                             | EX-Z100 mit CCD shift IS |
| Pro EX-F1 | Januar 2008         | 6.6MP (2816 × 2112), 1/1,8″  | 36–432 mm, f/2.7-4.6 (12×)                                         | NP-100                    | 127,7 × 79,6 × 130,1                       | Pro EX-F1                   | Hochgeschwindigkeitskamera: Bis 60 Bilder/s, erste Exilim mit CMOS-Sensor, 1080p, Video bis 1.200 Bilder/s                                                                    |
| EX-Z9     | March 2008          | 8MP (3264 × 2448), 1/2,5″    | 37.5-112.5 mm, f/2.8-5.2                                           | NP-60                     | 92 × 55 × 23                               | EX-Z9                       | [ 32 ] |
| EX-FH20   | Oktober 2008        | 9MP (3456 × 2592), 1/2.3″    | 26–520 mm, f/2.8-4.5 (20&times)                                    | NP-60                     | 123 × 81 × 85 / 483                        |                             | |
| EX-Z29    | March 2009          | 10MP (3648 × 2736), 1/2,5″   | 37.5 - 112.5 mm, f/2.8-x                                           | NP-60                     | 101 × 57 × 23 / 130                        |                             | |
| EX-H10    | Juni 2009           | 12MP (4000 × 3000), 1/2.3″   | 24–240 mm, f/3.2-5.7                                               | NP-90                     | 102,5 × 62 × 24,3 / 164                    |                             | |
| EX-Z90    | Oktober 2009        | 12MP (4000 × 3000), 1/2.3″   |                                                                    | NP-60                     | 90 × 52x × 19 / 140                        |                             | |
| EX-FH100  | Januar 2010         | 10MP (3648 × 2736), 1/2.3″   | 24–240 mm f/3.2-5.7                                                | NP-90                     | 105 × 63 × 30 / 223                        |                             | Mechanischer Bildstabilisator, 720p Videoaufnahme (MJPG), HDMI Ausgang, Stereo Mikrofon, HighSpeed Video (120, 240, 420, 1000 B/s), Serienbildaufnahme (bis zu 40B/s bei 9MP) |
| EX-H20G   | November 2010       | 14MP (3648 × 2736), 1/2.3″   | 24–240 mm f/3.2-5.7                                                | NP-90                     | 102 × 68 × 29 / 216                        |                             | Mechanischer Bildstabilisator, 720p30 H.264 Videoaufnahme, Hybrid-GPS |
| EX-ZR10   | Dezember 2010       | 12MP (4000 × 3000), 1/2.3″   | 28–196 mm f/3.0-5.9 (7x)                                           | NP-110                    | 101,9 × 58,7 × 27,4 / 176                  |                             | Mechanischer Bildstabilisator, 1080p30 H.264 Videoaufnahme, HDR-Funktion, HDR Art-Funktion, BSI-CMOS-Sensor, EXILIM Engine HS                                                 |
| EX-ZR100  | April 2011          | 12MP (4000 × 3000), 1/2.3″   | 24–300 mm f/3.0-5.9 (12.5x)                                        | NP-130                    | 104,8 × 59,1 × 28,6 / 205                  |                             | Mechanischer Bildstabilisator, 1080p30 H.264 Videoaufnahme, HDR-Funktion, HDR Art-Funktion, EXILIM Engine HS, PASM-Modi                                                       |
| EX-ZR700  | April 2013          | 16MP (4.608 × 3.459), 1/2.3″ | 25–450 mm f/3.5-7 (8x)                                             | NP-130                    | 108 × 60 × 37 / 222                        | Casio Exilim ZR700          | [ 40 ] |
| EX-ZR800  | September 2013      | 12MP (4608 × 3456), 1/2.3″   | 25–450 mm f/3.5-5.9 (8x)                                           | NP-130                    | 107 × 60 × 31 / 222                        | Casio Exilim ZR800          | [ 41 ] |
| EX-FR100  | Mai 2016            | 12MP (4000 × 3000), 1/2.3″   | 24–300 mm f/2.8 f = 2.87mm (äquivalent zu 16 mm im 35 mm - Format) | Eingebauter Li-Ionen-Akku | 60,9 × 154,8 × 38,7 / 214                  |                             | Elektronischer Bildstabilisator, 1080p30 H.264 Videoaufnahme, HDR-Funktion, HDR Art-Funktion                                                                                  |
| Modell    | Erscheinungs- datum | Sensor (tatsächliche Pixel)  | Linse (35 mm equiv), optischer Zoom                                | Akku                      | Größe (in mm) / Gewicht (in g; inkl. Akku) | Foto                        | Anmerkungen |

## QV-Serie
Anfang 1996 startete Casio die QV-Serie mit einem anderen Ansatz als die Konkurrenz. Herkömmliche Digitalkameras basierten auf dem Prinzip einer analogen Kamera, es gab nur einen kleinen Sucher und sah, wenn überhaupt, das aufgenommene Foto erst nach dem Auslösen auf einem kleinen Display. Casio hingegen ermöglichte es, das Bild auf dem Display zu sehen und dieses auch als Sucher zu nutzen.
Nicht nur das war ungewöhnlich. Die Optik ließ sich getrennt vom Display schwenken, so dass man jederzeit einen optimalen Sichtwinkel auf das Display hatte, selbst wenn man über der normalen Kopfhöhe fotografieren wollte.
Es folgt eine Übersicht über alle QV-Modelle mit Vermerken zu den markantesten technischen Details. Sortiert nach Typenbezeichnung – nicht nach Erscheinungsjahr!

### QV-3ex
- keine schwenkbare Optik
- Auflösung: 3,1 Megapixel
- Zoom: 3,2× digital
- Stromversorgung: NiMH-Akku
- Anschlüsse: serieller Ein-/Ausgang, USB, TV-Out, IrDA
- Auflösung: 2016 × 1536
- Format: JPG, AVI
- Speicher: Compact Flash Typ II, 340 MB Microdrive mitgeliefert

### QV-10a
- schwenkbare Optik
- Auflösung: 0,25 Megapixel
- Stromversorgung: 4 Mignon-Akkus
- Anschlüsse: serieller Ein-/Ausgang, TV-Out
- Auflösung: 320 × 240
- Format: CAM (JPG kompatibel aber mit der Möglichkeit, einige Kommentare als unsichtbares Wasserzeichen einzugeben)
- Speicher: 2 MB interner Speicher für bis zu 96 Bilder
- Sonstiges: Extra-Funktion, um Panoramabilderstellungen zu vereinfachen (Teile des vorigen Bildes werden transparent angezeigt)

### QV-11

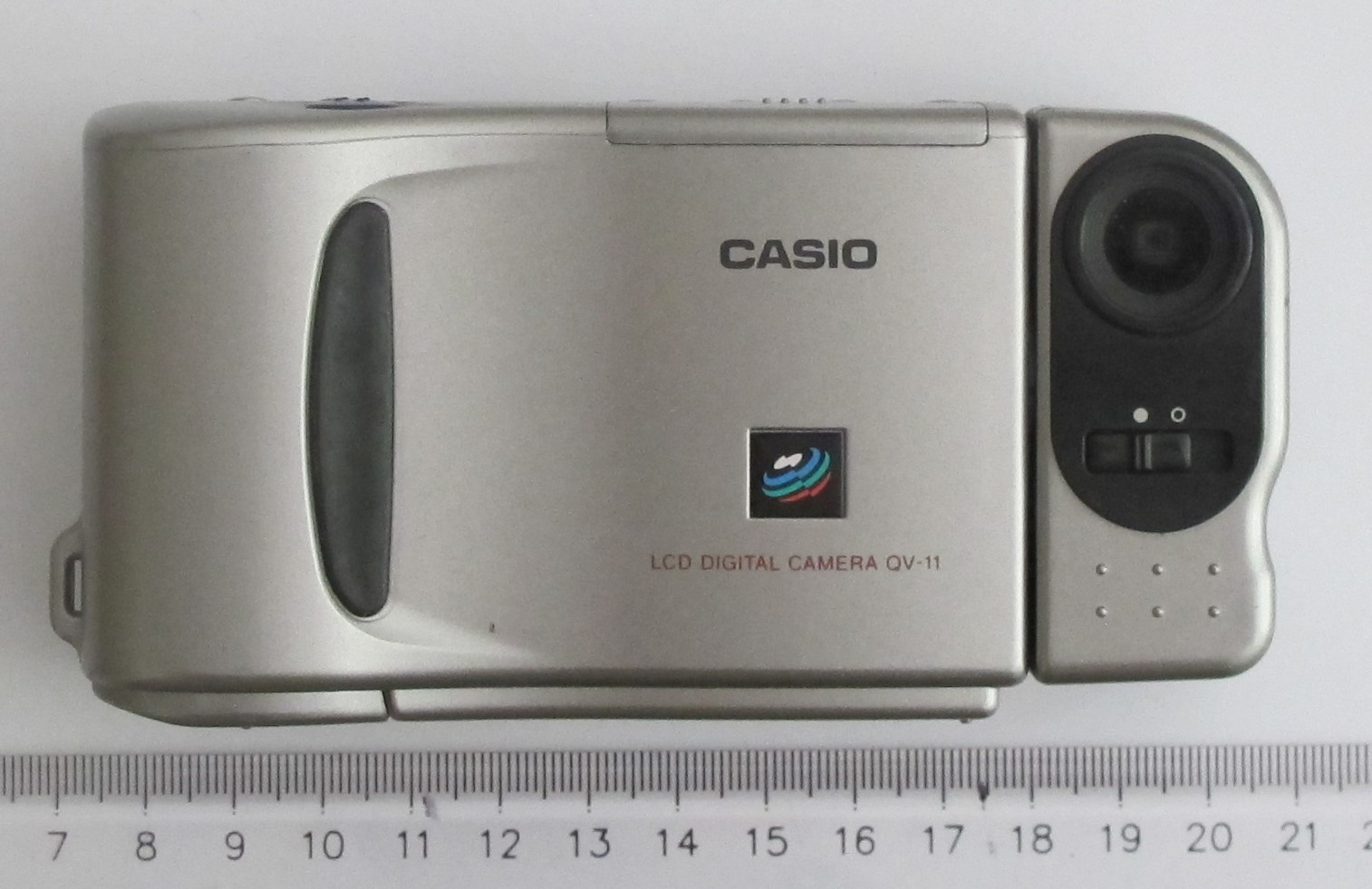
Casio QV-11

Ähnliche technische Daten wie QV-10a

### QV-30
Ähnliche technische Daten wie QV-10a

### QV-70
Im Prinzip eine QV-10 ohne schwenkbare Optik.

### QV-100
- schwenkbare Optik
- Auflösung: 0,35 Megapixel
- Stromversorgung: 4 Mignon-Akkus

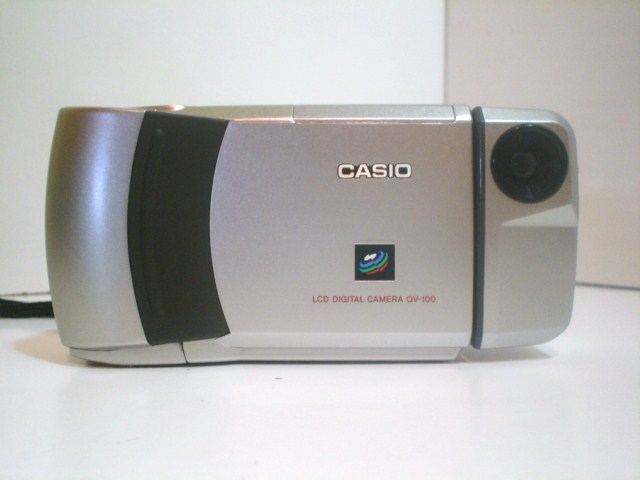
Casio QC-100

- Anschlüsse: Serieller Ein-/Ausgang, TV-Out
- Auflösung: 640 × 480
- Format: CAM (JPG kompatibel aber mit der Möglichkeit, einige Kommentare als unsichtbares Wasserzeichen einzugeben)
- Speicher: 4 MB interner Speicher für bis zu 64 Bilder in höchster Auflösung.
- Sonstiges: Extra-Funktion, um Panoramabilderstellungen zu vereinfachen (Teile des vorigen Bildes werden transparent angezeigt)

### QV-120
Ähnliche technische Daten wie QV-100 allerdings nur 2 MB interner Speicher

### QV-200
Ähnliche technische Daten wie QV-100

### QV-300
- schwenkbare Optik
- Auflösung: 0,36 Megapixel
- Stromversorgung: 4 Mignon-Akkus
- Anschlüsse: Serieller Ein-/Ausgang, TV-Out
- Auflösung: 640 × 480
- Format: CAM (JPG-kompatibel aber mit der Möglichkeit, einige Kommentare als unsichtbares Wasserzeichen einzugeben)
- Speicher: 4 MB interner Speicher für bis zu 64 Bilder in höchster Auflösung.
- Sonstiges: Extra-Funktion, um Panoramabilderstellungen zu vereinfachen (Teile des vorigen Bildes werden transparent angezeigt)

### QV-700
- schwenkbare Optik
- Auflösung: 0,36 Megapixel
- Stromversorgung: 4 Mignon-Akkus
- Anschlüsse: Serieller Ein-/Ausgang, TV-Out
- Auflösung: 640 × 480
- Format: CAM (JPG-kompatibel aber mit der Möglichkeit, einige Kommentare als unsichtbares Wasserzeichen einzugeben)
- Speicher: Compact Flash Typ I maximal aber 256 Bilder
- Sonstiges: Extra-Funktion, um Panoramabilderstellungen zu vereinfachen (Teile des vorigen Bildes werden transparent angezeigt), Intervall Auslöser

### QV-770
Ähnliche technische Daten wie QV-700, aber mit 4 MB internem Speicher, ohne Compact Flash und mit einem vergrößerten Bildschirm.

### QV-780
Ähnliche technische Daten wie QV-700.

### QV-2000ux
- keine schwenkbare Optik
- Auflösung: 2,11 Megapixel
- Zoom: 3× optisch, 2× digital
- Stromversorgung: 4 Mignon-Akkus
- Anschlüsse: serieller Ein-/Ausgang, USB, TV-Out
- Auflösung: 1600 × 1200
- Format: JPG, AVI
- Speicher: Compact Flash Typ II, 8 MB mitgeliefert
- Sonstiges: Extra-Funktion, um Panoramabilderstellungen zu vereinfachen (Teile des vorigen Bildes werden transparent angezeigt), Intervall-Auslöser, erstellt automatisch HTML-Galerien

### QV-2300ux
- schwenkbare Optik
- Auflösung: 2,11 Megapixel
- Zoom: 3× optisch, 4× digital
- Stromversorgung: 4 Mignon-Akkus
- Anschlüsse: serieller Ein-/Ausgang, USB, TV-Out
- Auflösung: 1600 × 1200
- Format: JPG, AVI
- Speicher: Compact Flash Typ II, 8 MB mitgeliefert
- Sonstiges: Extra-Funktion, um Panoramabilderstellungen zu vereinfachen (Teile des vorigen Bildes werden transparent angezeigt), Intervall-Auslöser, erstellt automatisch HTML-Galerien

### QV-2300uxplus
Die QV-2300uxplus ist eine herkömmliche QV-2300ux aber im Karton liegt zusätzlich zu der 8 MB Compact-Flash-Karte noch ein 340 MB Microdrive.

### QV-2800ux
Ähnliche technische Daten wie QV-2300, allerdings mit einem 8x optischen Zoom.

### QV-2900ux
- schwenkbare Optik
- Auflösung: 2,11 Megapixel
- Zoom: 8x optisch, 4× digital
- Stromversorgung: 4 Mignon-Akkus
- Anschlüsse: serieller Ein-/Ausgang, USB, TV-Out
- Auflösung: 1600 × 1200
- Format: JPG, AVI
- Speicher: Compact Flash Typ II, 16 MB mitgeliefert
- Sonstiges: Extra-Funktion, um Panoramabilderstellungen zu vereinfachen (Teile des vorigen Bildes werden transparent angezeigt), Intervall-Auslöser, erstellt automatisch HTML-Galerien

Im Gegensatz zur Version 2800 lässt sich bei der 2900 das Menü auch auf Deutsch einstellen.

### QV-3000ex
- keine schwenkbare Optik
- Auflösung: 3,34 Megapixel
- Zoom: 3× optisch, 2× digital
- Stromversorgung: 4 Mignon-Akkus
- Anschlüsse: Serieller Ein-/Ausgang, USB, TV-Out, IrDA
- Auflösung: 2048 × 1536
- Format: JPG, AVI
- Speicher: Compact Flash Typ II, 16 MB Mitgeliefert
- Sonstiges: Extra-Funktion, um Panoramabilderstellungen zu vereinfachen (Teile des vorigen Bildes werden transparent angezeigt), Intervall-Auslöser, erstellt automatisch HTML-Galerien

### QV-3000explus
Die QV-3000uxplus ist eine herkömmliche QV-3000ux, aber im Karton lag zusätzlich zu der 16 MB Compact-Flash-Karte noch ein 340 MB Microdrive.

### QV-3500ex
- keine schwenkbare Optik
- Auflösung: 3,34 Megapixel
- Zoom: 3× optisch, 4× digital
- Stromversorgung: 4 Mignon-Akkus, AA NiMH
- Anschlüsse: serieller Ein-/Ausgang, USB, TV-Out
- Auflösung: 2048×1536
- Format: JPG, AVI
- Speicher: Compact Flash Typ II, 8 MB mitgeliefert
- Sonstiges: Extra-Funktion, um Panoramabilderstellungen zu vereinfachen (Teile des vorigen Bildes werden transparent angezeigt), Intervall-Auslöser, erstellt automatisch HTML-Galerien

### QV-3500explus
Die QV-3500uxplus ist eine herkömmliche QV-3500ux, aber im Karton lag zusätzlich zu der 8 MB Compact Flash Karte noch ein 340 MB Microdrive.

### QV-4000
- keine schwenkbare Optik
- Auflösung: 4,13 Megapixel
- Zoom: 3× optisch, 3,2× digital
- Stromversorgung: 4 Mignon-Akkus
- Anschlüsse: serieller Ein-/Ausgang, USB, TV-Out, IrDA
- Auflösung: 2240 × 1680
- Format: JPG, AVI, TIFF
- Speicher: Compact Flash Typ II, Microdrive, 16 MB mitgeliefert
- Sonstiges: Extra-Funktion, um Panoramabilderstellungen zu vereinfachen (Teile des vorigen Bildes werden transparent angezeigt), Intervall-Auslöser, erstellt automatisch HTML-Galerien

### QV-5000sx
- keine schwenkbare Optik
- Auflösung: 1,31 Megapixel
- Zoom: 4× digital
- Stromversorgung: 4 Mignon-Akkus
- Anschlüsse: serieller Ein-/Ausgang, TV-Out
- Auflösung: 1280 × 960
- Format: JPG, AVI
- Speicher: 8 MB interner Speicher.
- Sonstiges: Extra-Funktion, um Panoramabilderstellungen zu vereinfachen (Teile des vorigen Bildes werden transparent angezeigt), Intervallauslöser

### QV-5500sx
- keine schwenkbare Optik
- Auflösung: 1,31 Megapixel
- Zoom: 4× digital
- Stromversorgung: 4 Mignon-Akkus
- Anschlüsse: serieller Ein-/Ausgang, TV-Out
- Auflösung: 1280 × 960
- Format: JPG, AVI
- Speicher: Compact Flash Typ I, 8 MB mitgeliefert.
- Sonstiges: Extra-Funktion, um Panoramabilderstellungen zu vereinfachen (Teile des vorigen Bildes werden transparent angezeigt), Intervallauslöser

### QV-5700
- keine schwenkbare Optik
- Auflösung: 5,1 Megapixel
- Zoom: 3× optisch, 3,2× digital

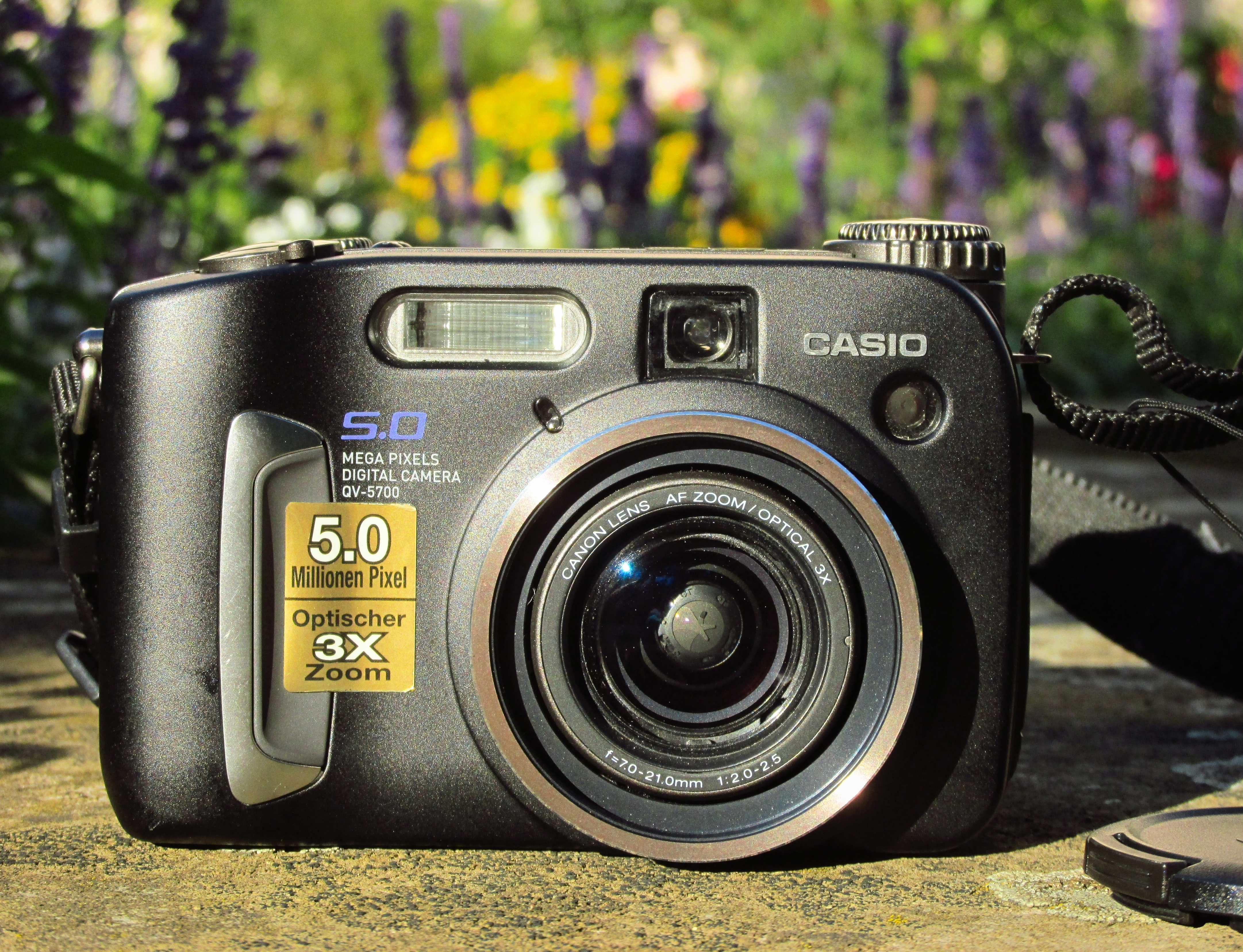
Casio QV-5700

- Blende 2.0-2.5 (lichtstarkes Canon-Objektiv)
- Stromversorgung: 4 Mignon-Akkus
- Anschlüsse: USB, TV-Out
- Auflösung: 2560 × 1920
- Format: JPG, AVI, TIFF
- Speicher: Compact Flash Typ II, 16 MB mitgeliefert
- Sonstiges: sehr umfangreiche Einstellungen möglich, z. B. Extra-Funktion, um Panoramabilderstellungen zu vereinfachen (Teile des vorigen Bildes werden transparent angezeigt), Intervallauslöser, Anschluss für externes Blitzlicht, erstellt automatisch HTML-Galerien
- Kamera mit guten Testbewertungen (wie auch die QV-4000)

### QV-7000sx
- schwenkbare Optik
- Auflösung: 1,32 Megapixel
- Zoom: 2× optisch, 4× digital
- Stromversorgung: 4 Mignon-Akkus
- Anschlüsse: serieller Ein-/Ausgang, TV-Out, IrDA
- Auflösung: 1280 × 960
- Format: JPG, AVI
- Speicher: Compact Flash Typ II, 8 MB Mitgeliefert
- Sonstiges: Extra-Funktion, um Panoramabilderstellungen zu vereinfachen (Teile des vorigen Bildes werden transparent angezeigt), Intervallauslöser, erstellt automatisch HTML-Galerien

### QV-8000sx
- schwenkbare Optik
- Auflösung: 1,31 Megapixel
- Zoom: 8× optisch, 4× digital
- Stromversorgung: 4 Mignon-Akkus
- Anschlüsse: serieller Ein-/Ausgang, USB, TV-Out, IrDA
- Auflösung: 1280 × 960
- Format: JPG, AVI
- Speicher: Compact Flash Typ II, 8 MB mitgeliefert
- Sonstiges: Extra-Funktion, um Panoramabilderstellungen zu vereinfachen (Teile des vorigen Bildes werden transparent angezeigt), Intervallauslöser, Erstellt automatisch HTML-Galerien

### QV-r3
- keine schwenkbare Optik
- Auflösung: 3,34 Megapixel
- Zoom: 3× optisch, 3,2× digital
- Stromversorgung: Li-ion-Akku
- Anschlüsse: USB, Anschluss für Netzadapter
- Auflösung: 2048 × 1536
- Format: JPG, AVI
- Speicher: SD Memory Card und Multimedia Card und 11 MB interner Speicher
- Sonstiges: Erstellt automatisch HTML-Galerien

### QV-r4
- keine schwenkbare Optik
- Auflösung: 4,13 Megapixel
- Zoom: 3× optisch, 3,2× digital
- Stromversorgung: Li-ion-Akku
- Anschlüsse: USB, Anschluss für Netzadapter
- Auflösung: 2240 × 1680
- Format: JPG, AVI
- Speicher: SD Memory Card und Multimedia Card und 11 MB interner Speicher
- Sonstiges: Erstellt automatisch HTML-Galerien

### QV-r40
- keine schwenkbare Optik
- Auflösung: 4,13 Megapixel
- Zoom: 3× optisch, 3,2× digital
- Stromversorgung: 2  Mignon-Akkus
- Anschlüsse: USB, Anschluss für Netzadapter
- Auflösung: 2304 × 1712
- Format: JPG, AVI (MJPEG)
- Speicher: SD Memory Card und Multimedia Card und 10 MB interner Speicher
- Sonstiges: Erstellt automatisch HTML-Galerien

### QV-r52
- keine schwenkbare Optik
- Auflösung: 5,25 Megapixel
- Zoom: 3× optisch, 4× digital
- Stromversorgung: 2  AA-Akkus
- Anschlüsse: serieller Ein-/Ausgang, USB, TV-Out, IrDA
- Auflösung: 2560 × 1920
- Format: JPG, AVI
- Speicher: SD Memory Card und Multimedia Card und 9,7 MB interner Speicher
- Sonstiges: Erstellt automatisch HTML-Galerien.

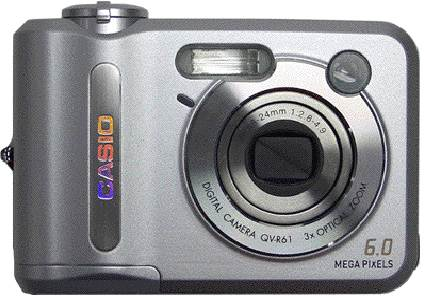
Casio QV-r61

### QV-r62
- keine schwenkbare Optik
- Auflösung: 6 Megapixel
- Zoom: 3x optisch, 4× digital
- Stromversorgung: 2  AA-Akkus
- Anschlüsse: serieller Ein-/Ausgang, USB, TV-Out, IrDA
- Auflösung: 2816 × 2112
- Format: JPG, AVI
- Speicher: SD Memory Card und Multimedia Card und 9,7 MB interner Speicher
- Sonstiges: erstellt automatisch HTML-Galerien

## WQV-Serie
WQV steht für Wrist Camera Watch.
Mit der Wrist Camera Watch-Serie (Armbanduhren-Kameras) betrat Casio endgültig Neuland. Lange bevor Sicherheitspersonal vor der Frage stand, wie Werkspionage mit Mobiltelefonen mit Fotofunktionen verhindert werden kann, gab es diese Neuentwicklung von Casio – die vermutlich kleinsten frei verfügbaren Kameras der Welt.
Neben den üblichen Funktionen wie Wecker und Stoppuhr konnte man nun erstmals aus dem Handgelenk Fotos knipsen. Die Qualität erreichte nicht das Niveau damaliger Digitalkameras, aber immerhin war sie für Schnappschüsse geeignet.

### WQV-1
- Format: Casio Proprietär

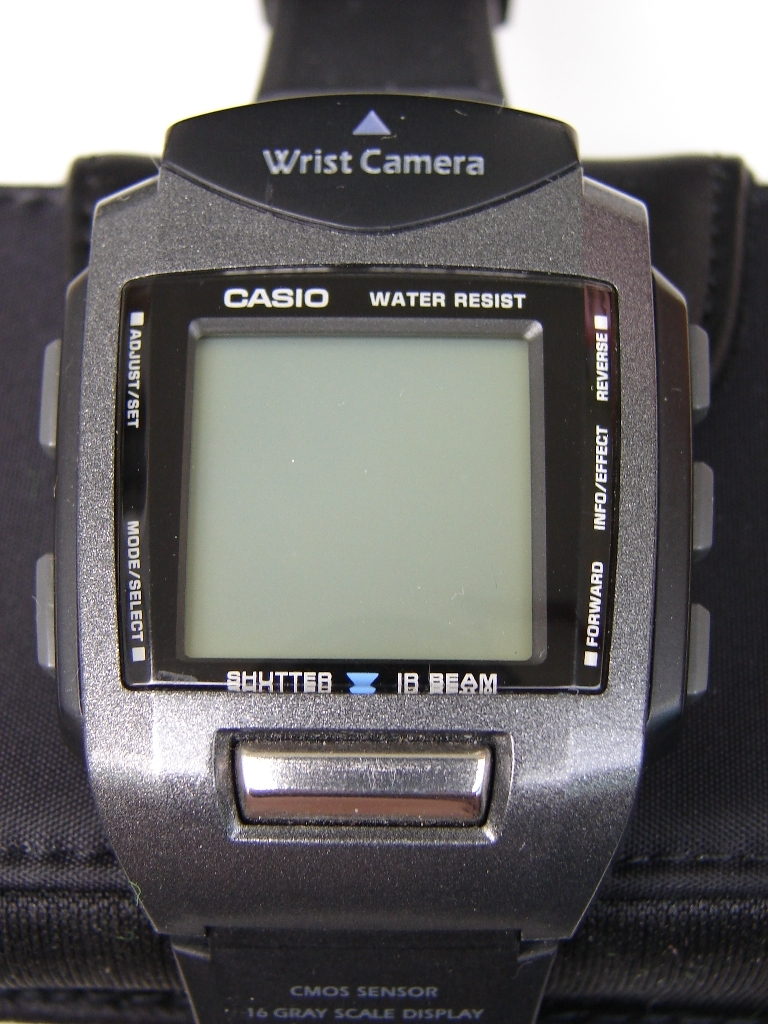
WQV-1

- Bildsensor: ca. 25.000 Pixel CMOS-Sensor (16 Graustufen)
- Display: maximale Auflösung: 14.400 (120 × 120 Pixel mit 16 Graustufen)
- Speicher: 1 MB für 100 Bilder
- Schnittstellen: IR
- Batterie: CR-2032
- Maße: 40 × 52 × 16 mm /
32 g

### WQV-2
- Format: Casio Proprietär

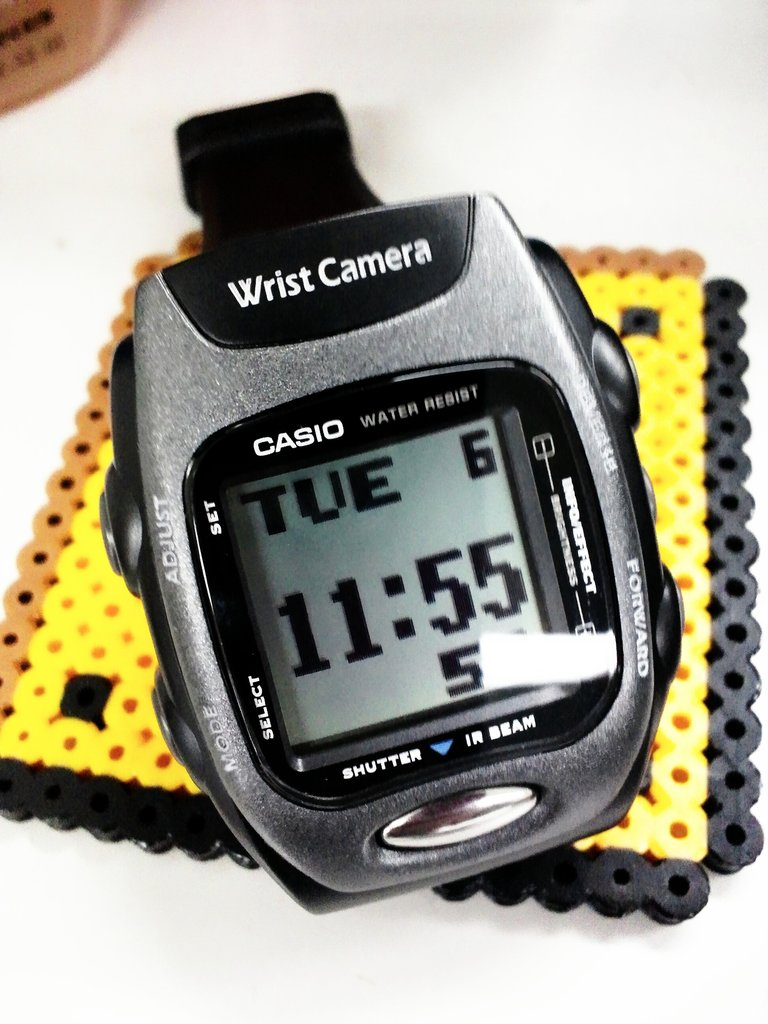
WQV-2

- maximale Auflösung: 120 × 120 Pixel (16 Graustufen)
- Sensor: 14.440 Pixel CMOS
- Display: 120 × 120 Pixel mit 16 Graustufen
- Speicher: 1 MB für 100 Bilder
- Schnittstellen: IR
- Batterie: CR-2032

### WQV-3
- Format: JPG

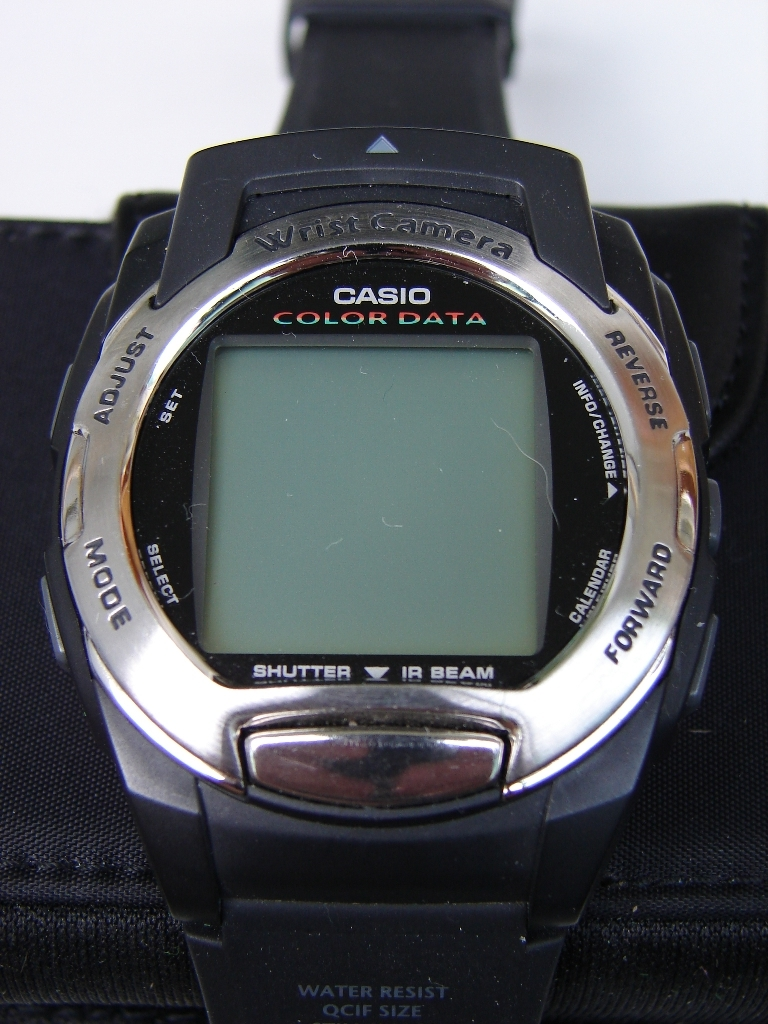
WQV-3

- maximale Auflösung: 176 × 144 Pixel (True Color)
- Bildsensor: 25.344 Pixel CMOS
- Display: 120 × 120 Pixel mit 16 Graustufen
- Speicher: 1 MB für 80 Bilder
- Schnittstellen: IR
- Batterie: CR-2032

### WQV-10
- Format: Casio Proprietär

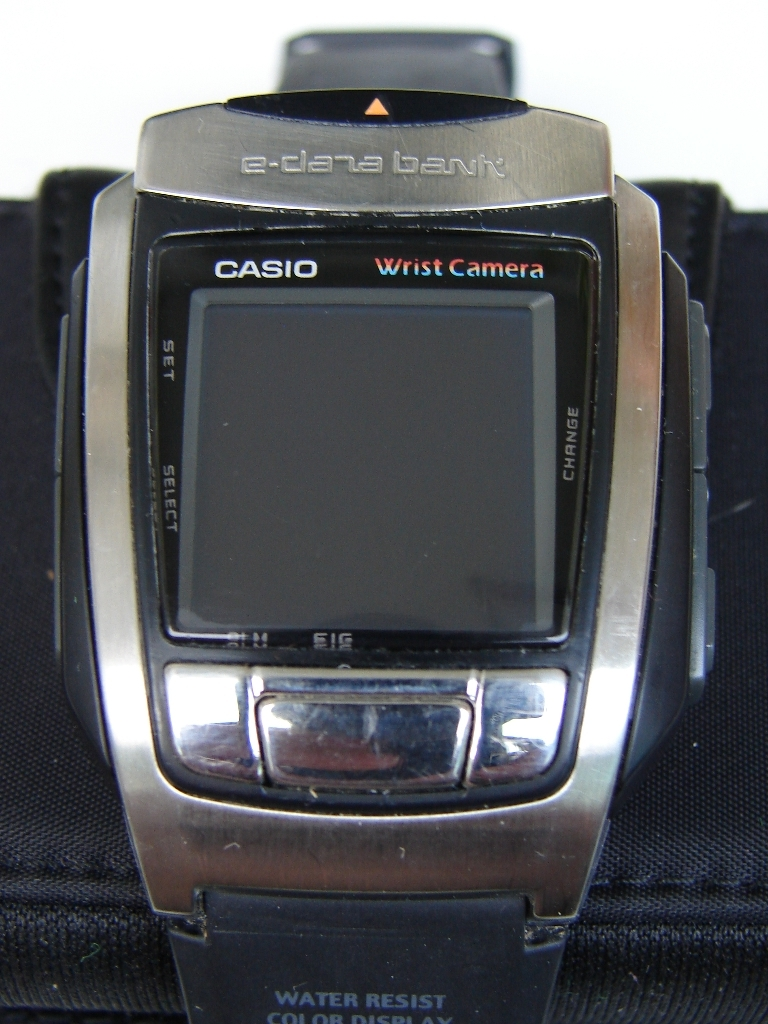
WQV-10

- maximale Auflösung: 176 × 144 Pixel (True Color)
- Bildsensor: 25.344 Pixel CMOS
- Display: 78 × 80 Pixel mit 4096 Farben
- Speicher: 1 MB für 100 Bilder
- Schnittstellen: IR
- Batterie: CR-2032